# ジェフ・ルリフソン
ジョンズ・フレデリック (ジェフ)・ルリフソン（英語: Johns Frederick (Jeff) Rulifson、1941年8月20日 - ）は、アメリカのコンピューター科学者。

## 初期の人生と教育
ジョンズ・フレデリック・ルリフソンは、1941年8月20日、オハイオ州ローガン郡のベルフォンテーンで生まれた。彼の父はアーウィン・チャールズ・ルリフソンであり、母はバージニア・ヘレン・ジョンズ。ルリフソンは1963年6月8日に、ジャネット・アーヴィングと結婚し、2人の子供をもうけた。1966年、ワシントン大学で数学を専攻し理学士号を取得。1973年にスタンフォード大学でコンピュータサイエンスを専攻し博士号を取得。

## キャリア
ルリフソンは、1966年にスタンフォード研究所（現在のSRIインターナショナル）のオーグメンテイション研究センターに参加し、「タイムシェアリング」と呼ばれるソフトウェアの形式に取り組んでいる。oN-Line System （NLS）を実装したソフトウェアチームを率いていた。これは、現代のコンピューティングとネットワーキングにおける多くの将来の発展を予見させるシステム。具体的には、ルリフソンは、他の機能の中でも特に、NLS用のコマンド言語を開発した。彼の最初の仕事は、CDC 3100に基づいて最初のディスプレイを作成することであった。彼が作成したプログラムには、最初のオンラインエディターが含まれていた。また、そのファイル構造を再設計した。ルリフソンはリードプログラマーでもあり、1968年にコンピュータマウスの最初の公開デモンストレーション「すべてのデモの母」のプログラムとデモンストレーションファイルを作成した。また、ハイパーテキストの最初の使用のチーフプログラマーでもあった。ARCの創設者でありリーダーのダグラス・エンゲルバートは、ルリフソンの革新的なプログラミングはエンゲルバートのビジョンの実現に不可欠であった。ルリフソンはNILの開発にも関わっていた。
1968年、ルリフソンはSRIの代表者で「ネットワークワーキンググループ」で 、ARPANETで最初の接続を行った。彼は、ARPANETを介したNLSのリモート使用を可能にするように設計されたDecode-Encode Language（DEL）について説明した。使用されたことはないが、ユーザーの操作を強化するために小さな「プログラム」をダウンロードするというアイデアであった。この概念は、約30年後のアプレットとしてサン・マイクロシステムズのJavaプログラミング言語として完全に開発された。同時に、彼はAIプログラミング言語QA4の開発に携わっていた。このシステムは、最初のロボットの1つであるShakeyによって行われた計画に使用された。
1973年に、SRIを離れてゼロックスPARC内のSystem Sciences Laboratory (SSL) 参加した。ここで彼はパーソナルコンピューティングとローカルネットワークの作成に取り組み始めた。彼の最初の行動の1つは、デスクトップアイコンのコンセプトを開発することであった。1978年までに、彼はセンターのオフィス研究グループのマネージャーになり、学際的な学者の使用をグループの仕事に取り入れた。具体的には、彼は人類学者と一緒に働き始めた最初のコンピューター科学者であり、ゼロックスでフィールド調査の使用を改善するために数人を雇い、社会科学研究の分野に参入した。
PARCで、彼は分散型オフィスシステムの実装に取り組んだ。1980年に、彼はエンジニアリングマネージャーとしてROLMに勤務し、1985年にカリフォルニア州サニーベールの人工知能アプリケーションベンダーであるSyntelligenceに参加した。彼は1987年にサンマイクロシステムズ研究所で働き始め、エンジニアリング、技術開発、および研究グループのディレクターを含む役職を歴任した。その後、2003年から引退するまでアイバン・サザランドの研究室を管理していた。彼はダグ・エンゲルバート・インスティテュート名誉理事であり、The Open Groupの会長。
1956年から1997年までのジェフ・ルリフソンの論文と研究は、コンピュータ歴史博物館で開催され、ボー・ドゥブ、キム・ヘイデンとサラ・チャビーノ・ロットによって書かれた「ジェフ・ルリフソンの論文のガイド」というタイトルの彼の作品のガイドがある。

## 受賞歴
1990年、ルリフソンは、ハイパーテキスト、アウトラインプロセッサ、ビデオ会議などの画期的なイノベーションを実装したことでAssociation for ComputingMachineryのソフトウェアシステム賞を受賞した。
1994年に、彼は「ハイパーテキスト、アウトラインプロセッサ、およびビデオ会議を使用して人間の知性を強化する先駆的な仕事」により、Association for ComputingMachineryのフェローに就任した。2006年、ルリフソンはSRIインターナショナルの殿堂入りを果たした。